# Islamismo e outras religiões
As relações entre Islamismo e outras religiões abordam as diferentes posições tomadas por governantes e teólogos muçulmanos face às outras religiões. Ao longo dos séculos essas atitudes oscilaram, de acordo com o tempo, lugar e circunstância,  entre a tolerância e a perseguição.

## Perspectiva islâmica de outras religiões

### Judaísmo e cristianismo
De acordo com o Islão, todas as nações receberam o seu mensageiro e instruções de Alá.
No entanto, na interpretação dos muçulmanos, os seguidores de Moisés ganharam a ira de Alá por terem adorado um bezerro de ouro, episódio relatado no Êxodo e mais tarde no livro de Esdras e rejeitarem Jesus Cristo como o Messias, e os cristãos seguiram por caminhos desviados por adorarem Jesus Cristo e elevá-lo à posição de Deus por meio da doutrina da Santíssima Trindade. Maomé teria sido  enviado durante um tempo de escuridão espiritual para restabelecer o monoteísmo que existia desde o primeiro homem, mas que foi corrompido ou esquecido pelos seres humanos.
Algumas partes do Alcorão atribuem diferenças entre muçulmanos e não-muçulmanos à tahref-ma'any, uma "corrupção do significado" das palavras. Nesta perspectiva, a Torá e o Novo Testamento cristão são verdadeiros mas os judeus e os cristãos equivocam-se quanto ao significado das suas próprias Escrituras, e necessitam assim do Alcorão para entenderem claramente a vontade de Deus. No entanto, outras partes do Alcorão afirmam que muitos judeus e cristãos usaram deliberadamente versões alteradas das suas escrituras, e tinham alterado a palavra de Deus. Esta crença foi desenvolvida durante a polémica medieval islâmica, e é hoje corrente quer no Islão Sunita quer no Islão Xiita. Esta doutrina é conhecida como tahref-lafzy, "a corrupção do texto". 
Segundo a sura 98ː6 do Alcorão, "Na verdade, os incrédulos entre o Povo do Livro e os politeístas, estarão no fogo do inferno, e permanecerão nele para sempre. Eles são as piores das criaturas."
Atualmente o Hamas, grupo fundamentalista islâmico, é uma organização que diz apoiar  a coexistência entre muçulmanos, cristãos e judeus sob a égide do islã, desde que os não-muçulmanos aceitem o estatuto inferior de dhimmi ("protegidos").
Para o xiita Ruhollah Khomeini, todos os não muçulmanos são considerados impuros, da mesma maneira que a urina e as fezes, o cão e o porco. 
Segundo Abul Ala Maududi,  Judeus e Cristãos devem ser forçados a pagar a Jizya, para pôr fim à sua independência e supremacia,  para que não permaneçam governantes e soberanos na terra. Esses poderes devem ser arrancados deles pelos seguidores da verdadeira fé, que devem assumir a soberania e conduzir os outros para o caminho correto. 

### Religiões não-monoteístas
Em contraste com a menor intolerância do islão pelo judaísmo e pelo cristianismo, em relação a outras religiões, como, por exemplo, o hinduísmo, o islão aparenta ser bem menos tolerante. Porém, em alguns períodos da história o islão conviveu pacificamente com outras religiões não-monoteístas. 
Para muitos  muçulmanos, o ateísmo, o politeísmo e outras visões holísticas são perspectivas a ser erradicadas.